# 오라이

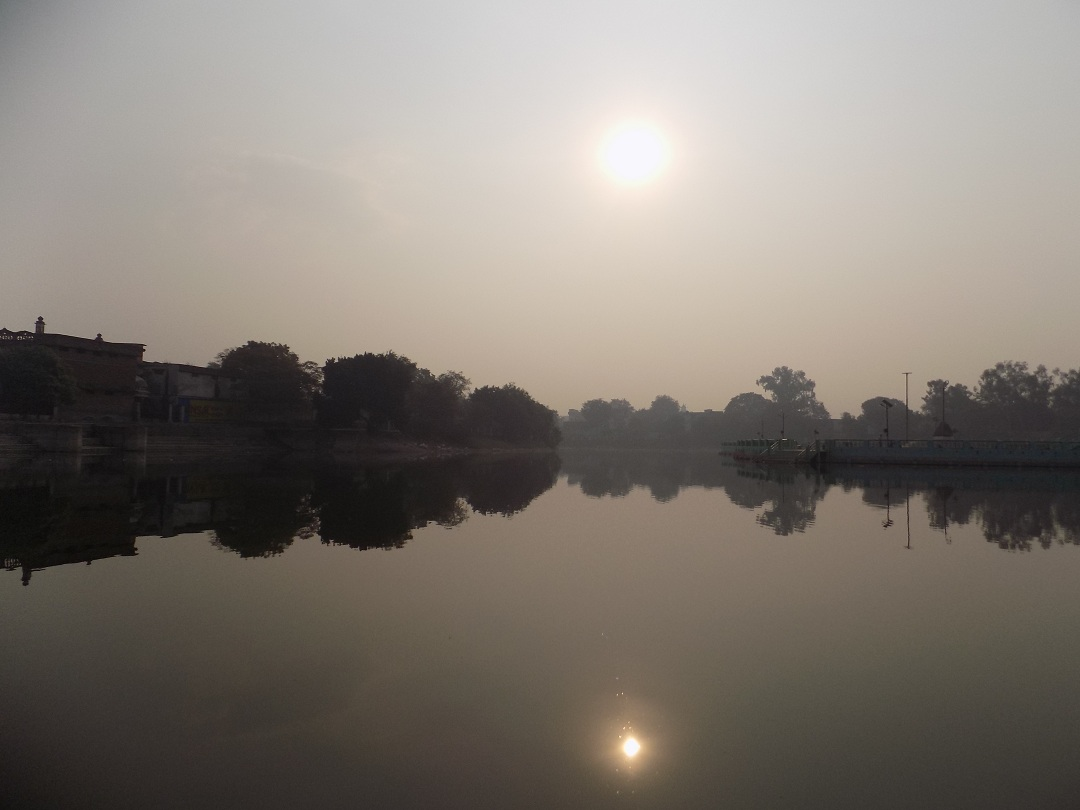
Mahil talaab의 경치

오라이(Orai)는 인도 우타르프라데시주의 잘라운 디스트릭트에 위치한 도시이다. 잔시 디비전(Jhansi division)의 일부인 잘라운 디스트릭트의 하위 디스트릭트이다. 잔시와 칸푸르 사이의 NH-27 중간에 위치해 있다.

## 역사
"오라이"라는 이름은 성인(리시) 우달락(Uddalak)의 이름을 따서 지어졌는데, 그 이유는 그가 그곳에서 예배를 드렸고 잔시, 마호바, 칼피 사이의 지리적 위치로 인한 역사적 가치가 있기 때문이다.